# 브래드 휫퍼드
브래드 휫퍼드(Brad Whitford, 1952년 2월 23일 ~ )는 미국의 기타리스트로, 에어로스미스의 일원이다.